# Kerstin Hedeby
Kerstin Margot Hedeby Pawlo, född Hedeby den 12 februari 1926 i Linköping,, död 14 november 2022, var en svensk målare, tecknare, grafiker och scenograf.
Hon var elev i Stockholm först vid Anders Beckmans reklamskola 1945–1948 och sedan vid Konstakademien 1948–1953. Hon verkade sedan som dekoratör bland annat vid Malmö Stadsteater, Kungliga teatern i Stockholm och motsvarande teater i Helsingfors, Det Kongelige Teater i Köpenhamn och Cullbergbaletten. Med teaterdekor arbetade hon även vid Stora teatern i Göteborg, Dramaten, Stockholms stadsteater, Oscarsteatern, Drottningholmsteatern och Teatro Regio Turin i Italien.
Kerstin Hedeby hade utställningar i Stockholm ett antal gånger under 1950–1980-talen, flest gånger under 1970-talet. Hennes verk finns representerade vid Norrköpings konstmuseum, Nationalmuseum och Moderna museet samt även Scenkonstmuseet. Hon illustrerade också ett antal barnböcker.
Kerstin Hedeby är syster till journalisten Berit Hedeby och dotter till forstmästaren, ingenjör Albert Hedeby och Margot Tolérius. Åren 1949–1977 var Kerstin Hedeby gift med skådespelaren Toivo Pawlo (1917–1979) och fick med honom dottern Rebecca Pawlo (född 1952), som också blev skådespelare.

## Teater

### Scenografi och kostym
| År   | Produktion                         | Upphovsmän                                                                                         | Regi             | Teater                   | Noter                 |
| ---- | ---------------------------------- | -------------------------------------------------------------------------------------------------- | ---------------- | ------------------------ | --------------------- |
| 1951 | Lyckliga tid! The Happy Time       | Samuel A. Taylor                                                                                   | Ingrid Luterkort | Helsingborgs stadsteater | Scenografi            |
| 1957 | Misantropen Le misanthrope         | Molière                                                                                            | Ingmar Bergman   | Malmö stadsteater        | Scenografi            |
| 1958 | Ur-Faust                           | Johann Wolfgang von Goethe                                                                         | Ingmar Bergman   | Malmö stadsteater        | Scenografi            |
| 1963 | Cranks                             | John Cranko Översättning Gösta Rybrant                                                             | Jackie Söderman  | Lilla Teatern            | Scenografi och kostym |
| 1964 | Tre knivar från Wei                | Harry Martinson                                                                                    | Ingmar Bergman   | Dramaten                 | Scenografi och kostym |
| 1967 | Glada änkan Die lustige Witwe      | Franz Lehár, Victor Léon och Leo Stein Översättning Mimi Pollak, Folke Abenius och Pierre Fränckel | Mimi Pollak      | Oscarsteatern            | Scenografi            |
| 1969 | Tre systrar Три сeстры, Tri sestry | Anton Tjechov                                                                                      | Keve Hjelm       | Dramaten                 | Scenografi            |